# أوسون يون
أوسون يون (بالإنجليزية: Usun Yoon) (هانغل: 윤우선) هي ممثلة ومراسلة من كوريا الجنوبية وتعيش في إسبانيا. ولدت في 27 مايو 1977 في بوسان، كوريا الجنوبية.

## حياة سابقة
ولدت يون عام 1977 في بوسان بكوريا الجنوبية. درست العلوم السياسية والعلاقات الدولية واللغويات في جامعة بوسان للدراسات الأجنبية (1994-1996). وذهبت بعد ذلك إلى تورنتو لمتابعة دراستها بين (1996-1998). ودرست لاحقًا الدراما في مسرح الشركة الأسبانية «لا باراكا» في مدريد بين (2002-2004).

## حياة مهنية
عملت لاحقًا كنموذج دعاية وشاركت في العديد من مقاطع الفيديو مع (أليخاندرو سانز ، كارلوس جان) وهي معروفة في إسبانيا بعملها في البرنامج الإخباري التلفزيوني الساخر انترميديو، على شبكة لا سيكستا الإسبانية من 2007 إلى 2013.

## روابط خارجية
- أوسون يون على موقع IMDb (الإنجليزية)
- أوسون يون على موقع ألو سيني (الفرنسية)
- أوسون يون على موقع قاعدة بيانات الفيلم (الإنجليزية)
- أوسون يون على موقع كينوبويسك (الروسية)